# Shuba Jay
Shubashini „Shuba” Jeyaratnam (tamil. சுபாசிணி ஜெயரத்தினம்), znana też jako Shuba Jay i Shuba Jaya (ur. 15 lipca 1976, zm. 17 lipca 2014) – malezyjska aktorka pochodzenia tamilskiego.

## Życiorys

### Kariera
Przed rozpoczęciem kariery aktorskiej pracowała w latach 90. XX wieku jako copywriterka dla jednej z największych malezyjskich gazet „New Straits Times”. W 2009 r. była zaangażowana w projekt filmowy 15Malaysia. W 2010 r., Jay i jej ojciec brali udział w reality show Mari Menari emitowany przez telewizję Astro Ria. W 2011 r., rozpoczęła występy w lokalnych serialach telewizyjnych takich jak Spanar Jaya, Gadis 3 czy Sugumana Sumaigal. Wystąpiła również w kilku filmach takich jak Relationship Status (2012) czy Tokak (2013).

### Życie prywatne
Podczas podróży po Wietnamie poznała Holendra Paula Goesa, którego poślubiła w 2010 roku. Po ślubie opowiadała się za karmieniem piersią i porodami domowymi, a w 2012 roku urodziła córeczkę, Kaelę.

### Śmierć
Zginęła wraz z mężem Paulem Goesem i 2-letnią córką w katastrofie lotu Malaysia Airlines 17 w dniu 17 lipca 2014 r., lecąc z Amsterdamu do Kuala Lumpur. Wielu lokalnych aktorów i reżyserów filmowych wyraziło szok z powodu jej nagłej śmierci, która miała miejsce zaledwie dwa dni po 38. urodzinach.
Ciała Shuby Jay i jej rodziny przybyły do Malezji 2 września, a pogrzeb odbył się tego samego dnia w Nirvana Memorial Centre.